# Les Châtiments

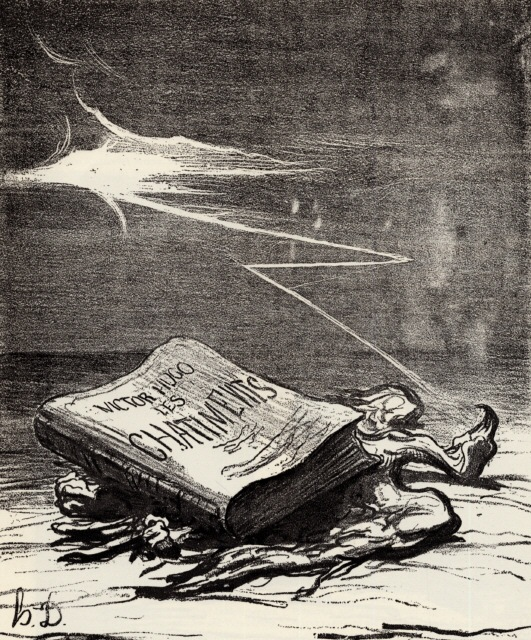
Tekening van Honoré Daumier als eerbetoon aan Les Châtiments.

Les Châtiments (Nederlands: De Bestraffingen) is een boek van de Franse auteur Victor Hugo uit 1853, dat bestaat uit een satirische bloemlezing van gedichten over de politici van het Tweede Franse Keizerrijk in het algemeen en over keizer Napoleon III in het bijzonder.

## Achtergrond
Hugo was een tegenstander van dit keizerlijke regime en vluchtte na de staatsgreep van 2 december 1851 het land uit. Hugo zou in ballingschap verblijven in België en op de Kanaaleilanden tot de val van het keizerrijk in 1870. In deze periode schreef hij Les Châtiments.

## Inhoud
In Les Châtiments vergelijkt Hugo het Tweede Franse Keizerrijk met een misdaad waarvoor de Franse bevolking wordt gestraft (vandaar de titel), met in het bijzonder de arbeidersklasse als slachtoffer. Hij vergelijkt de meest vooraanstaande machthebbers van dit regime met corrupte en incompetente politici uit het verleden, zoals de Romeinse machthebbers Caligula, Claudius en Julius Caesar. Ook ‘verdierlijkt’ hij hen en worden vergelijkingen gemaakt met onder andere slangen, krokodillen, wormen, bijen, wespen en spinnen.
Om duidelijk te maken dat keizer Napoleon III niet hetzelfde aanzien geniet als zijn oom keizer Napoleon Bonaparte, spreekt Hugo die laatste aan met de beleefdheidsvorm vous (u), terwijl hij Napoleon III aanspreekt met tu (jij) of met zijn bijnaam Boustrapa, aanspreekvormen voor een keizer die hoogst ongezien waren.
Er wordt gezegd dat Napoleon III het werk zeer grondig heeft gelezen en een exemplaar naast zijn bed bewaarde.
- Bibliothèque nationale de France: cb11938242w (data)